# Diego Marín de Negrón
Diego Marín de Negrón (Imperio español, ca. 1569 – Buenos Aires, 26 de julio de 1613) fue funcionario colonial español que ejerció como gobernador del Río de la Plata y del Paraguay desde 1609 hasta que falleciera por envenenamiento en 1613.

## Biografía
Diego Marín de Negrón nació hacia 1579 en alguna parte del Imperio español. Por real cédula del 16 de agosto de 1608 fue nombrado como gobernador del Río de la Plata y del Paraguay pero recién ocupó el puesto el 22 de diciembre de 1609. En esta misma fecha el nuevo gobernador asignaba a Juan Gil de Zambrana como su teniente de gobernador de Buenos Aires, y como alguacil mayor de la gobernación a Mateo de Grado, entre otros nombramientos.
Durante su gestión se presentó en 1611 el visitador Francisco de Alfaro, enviado por la Real Audiencia de Charcas, para estudiar la situación de los encomenderos y de los aborígenes, por lo cual emitió unas normas que luego tomarían su nombre como "Ordenanzas de Alfaro".
El 31 de mayo de 1613 el gobernador escribió una carta al rey Felipe III de España en la cual le aconsejaba la división de la gobernación en sus dos grandes territorios integrantes, también le señalaba el descontento de pueblo respecto a dichas ordenanzas, además de aludir sobre el peligro de los aborígenes chaqueños y a la falta de municiones para poder defenderse de cualquier agresión.
Finalmente el gobernador Diego Marín de Negrón falleció envenenado en la ciudad de Buenos Aires, el 26 de julio de 1613.